# La Celle-Condé
La Celle-Condé é uma comuna francesa na região administrativa do Centro, no departamento de Cher. Estende-se por uma área de 30,94 km². Em 2010 a comuna tinha 199 habitantes (densidade: 6,4 hab./km²).